# حزب پیشروی دموکرات
حزب پیشروی دموکرات از مهم‌ترین احزاب سیاسی در تایوان است. این حزب به‌طور سنتی، با ائتلاف پان سبز و جنبش استقلال تایوان تداعی شده‌است اما پس از به دست گرفتن ریاست جمهوری تا حدودی تغییر موضع داده‌است. این حزب عضو کنونی بین‌الملل لیبرال و از اعضای مؤسس شورای لیبرال‌ها و دموکرات‌های آسیا است. این حزب در سازمان اون‌پو نیز به نمایندگی تایوان حضور دارد. گرچه سنتا این حزب را لیبرال و رقیبش را «محافظه‌کار» می‌نامند این تقسیم‌بندی لزوماً ربطی به سیاست اقتصادی و سیاسی این حزب ندارد.